# Hyporhamphus sindensis
Hyporhamphus sindensis är en fiskart som först beskrevs av Regan, 1905.  Hyporhamphus sindensis ingår i släktet Hyporhamphus och familjen Hemiramphidae. Inga underarter finns listade i Catalogue of Life.